# アローン（アゲイン）
| 専門評論家によるレビュー            | 専門評論家によるレビュー |
| レビュー・スコア                    | レビュー・スコア         |
| 出典                                | 評価                     |
| ----------------------------------- | ------------------------ |
| Allmusic                            | [ 2 ]                    |
| The Rolling Stone Jazz Record Guide | [ 3 ]                    |

『アローン（アゲイン）』(Alone (Again)) は、アメリカ合衆国のジャズ・ピアニスト、ビル・エヴァンスのソロ・ピアノのアルバムで、1975年12月に録音され、1977年にファンタジー・レコードからリリースされた。1994年にはオリジナル・ジャズ・クラシックス (Original Jazz Classics) からCDが再発された。

## 評価
オールミュージック (Allmusic) の音楽批評家スコット・ヤナウは、「エヴァンスは（CDでリイシューされた）伴奏を伴わないソロの楽曲を十分に弾きこなしているが、これまで積み上げられてきたような手厚い検討に値するほどの作品ではない (... Evans plays well enough on this set of unaccompanied solos (reissued on CD), but the material is generally not worth the intense explorations that it receives.)」と述べている。

## トラックリスト
1. ザ・タッチ・オブ・ユア・リップス (The Touch of Your Lips)（レイ・ノーブル（英語版））- 7:07
2. イン・ユア・オウン・スウィート・ウェイ (In Your Own Sweet Way)（デイヴ・ブルーベック）- 8:59
3. メイク・サムワン・ハッピー (Make Someone Happy)（ジューリー・スタイン、ベティ・コムデン、アドルフ・グリーン）- 7:14
4. ホワット・カインド・オブ・フール・アム・アイ (What Kind of Fool Am I?)（レスリー・ブリッカス（英語版）、アンソニー・ニューリー）- 6:10
5. ピープル (People)（ジューリー・スタイン、ボブ・メリル（英語版））- 13:37

## パーソネル
- ビル・エヴァンス - ピアノ

### スタッフ
- ヘレン・キーン - プロデューサー
- レイ・ホール (Ray Hall) - エンジニア
- デニス・ドレイク (Dennis Drake) - リマスタリング
- リチャード・セイデル (Richard Seidel) - ライナーノート

## チャート
| 年   | チャート              | 最高位 |
| ---- | --------------------- | ------ |
| 1978 | Billboard Jazz Albums | 31     |